# Jezioro Lubaskie
Jezioro Lubaskie – jezioro w woj. wielkopolskim, w pow. czarnkowsko-trzcianeckim, w gminie Lubasz.

## Charakterystyka
Jest to jedyne w Puszczy Noteckiej jezioro moreny dennej typu przyozowego.
Na zachodnim brzegu akwenu znajduje się strzeżone kąpielisko oraz kemping. Na jeziorze w Lubaszu wyznaczono kąpielisko obejmujące 120 m linii brzegowej.

## Dane morfometryczne
Powierzchnia ogólna jeziora wynosi 41,44 ha, natomiast według różnych źródeł powierzchnia zwierciadła wody wynosi 40,46 lub 36,5 ha lub też 41,5.

## Hydronimia
Według urzędowego spisu opracowanego przez Komisję Nazw Miejscowości i Obiektów Fizjograficznych (KNMiOF) nazwa tego jeziora to Jezioro Lubaskie, mimo to w publikacjach występuje ono pod nazwami Jezioro Wielkie lub Jezioro Duże, a nazwa Jez. Lubaskie wymieniona jest jako inna nazwa tego jeziora. Pod nazwą Jezioro Duże jezioro występuje także na mapach topograficznych.